# South Rosemary
South Rosemary è un census-designated place (CDP) degli Stati Uniti d'America, situato nello stato della Carolina del Nord, nella contea di Halifax. Secondo il censimento del 2020 gli abitanti di South Rosemary ammontavano a 2 753.